# Punto caliente (geología)

Localización de los principales puntos calientes.

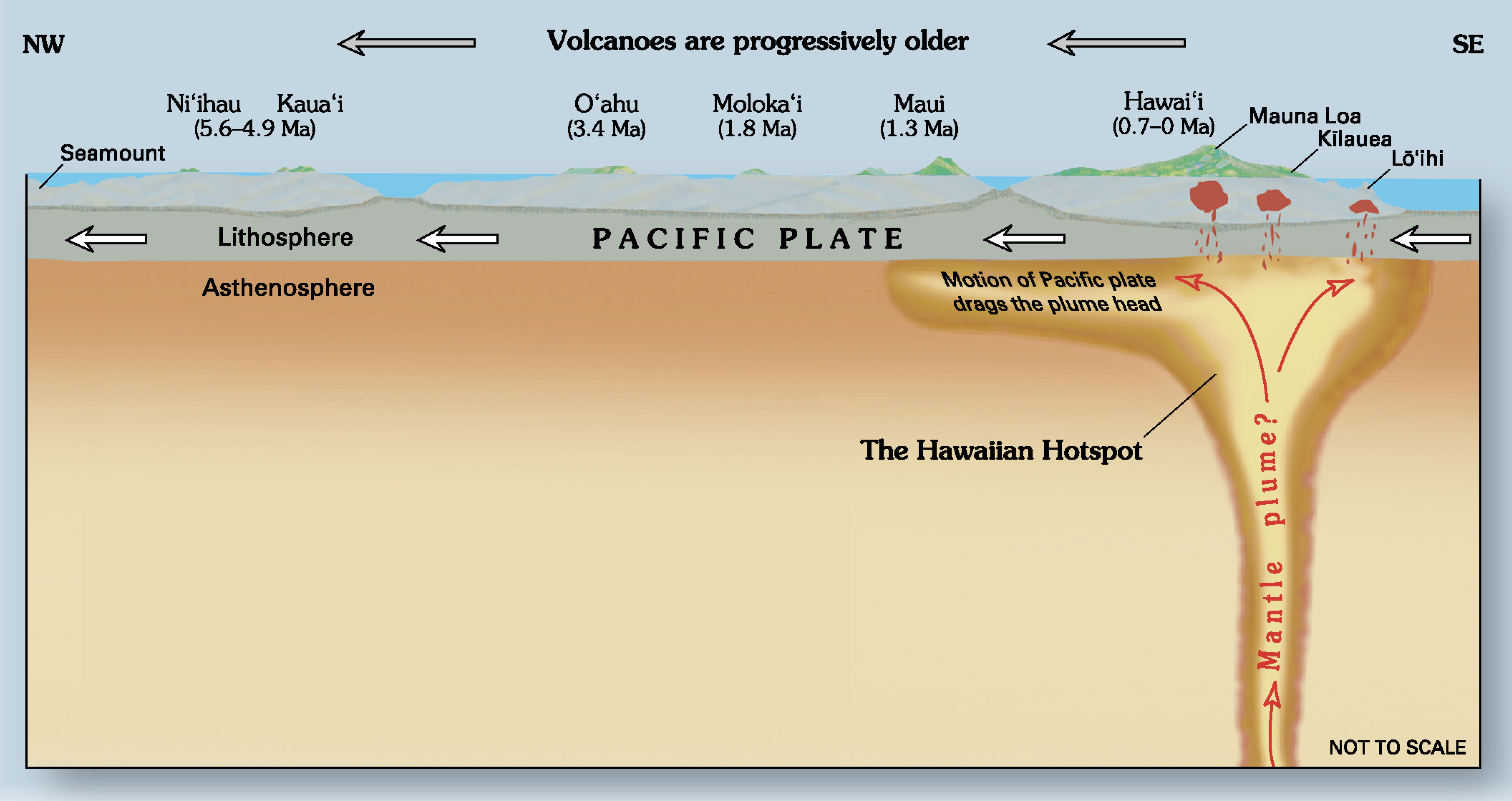
Diagrama que muestra un corte transversal a través de la Tierra en el punto caliente de Hawai. El magma originado en el manto asciende hasta la astenosfera y la litosfera. Se crea una cadena de volcanes a medida que la litosfera se desplaza sobre la fuente de magma.

Diagrama de un corte del interior de la Tierra, con la litosfera (en amarillo) y el magma surgiendo desde el manto (en rojo) produciendo volcanes en la superficie.

Los puntos calientes (del inglés hotspot) son áreas de actividad volcánica alta en relación con sus entornos. A diferencia de otras áreas de vulcanismo como las zonas de subducción o las dorsales oceánicas el vulcanismo de los puntos calientes no está necesariamente asociado a las partes limítrofes de las placas tectónicas.
Existen dos hipótesis principales sobre el origen de los puntos calientes: una que complementa la tectónica de placas relacionándolos con plumas de manto y otra en la que las fuerzas tectónicas de extensión hacen en gran medida innecesaria la existencia de estas plumas.

## Historia del descubrimiento
El descubrimiento de los puntos calientes ocurrió en paralelo con la formulación de la tectónica de placas. En 1963, John Tuzo Wilson descubrió que las cadenas volcánicas oceánicas podrían haber sido "trazadas" sobre la placa litosférica que las sostiene por una fuente de magma fija bajo la placa que se desplaza con el tiempo. En 1971, William Jason Morgan sugirió que esta fuente fija debajo de la placa es alimentada por una pluma caliente que se eleva a través del manto.
Desde finales de la década de 1990, han surgido otras hipótesis que hacen de la tectónica de placas la fuerza motriz y del manto el origen de los puntos calientes. En estas teorías, los puntos calientes se denominan anomalías de fusión.
En 2003, Vincent Courtillot et al. propuso la existencia de tres tipos de puntos calientes en función del origen de la pluma del manto: Los denominados puntos calientes primarios, con penachos profundos probablemente originados en el límite inferior del manto (Islas Hawái, Isla Reunión), los denominados puntos calientes secundarios, con penachos intermedios probablemente originados en el techo de la zona de transición del manto (Canarias, Galápagos), y los denominados puntos calientes superficiales relacionados con zonas de tensión en la litosfera (Azores, Comoras).
En cualquier lugar en el que el vulcanismo no esté vinculado a un margen de placa constructivo o destructivo, se ha utilizado el concepto de punto caliente para explicar su origen. En un artículo de revisión de Courtillot et al. en el que se enumeran los posibles puntos calientes, se distingue entre los puntos calientes primarios procedentes de las profundidades del manto (posiblemente originados en el límite entre el núcleo y el manto), que crean grandes provincias volcánicas con trazas lineales (Isla de Pascua, Islandia, Hawái, Afar, Louisville, Reunión, Tristán confirmado, Galápagos, Kerguelen y Marquersas probable) y puntos calientes secundarios derivados de plumas del manto (Samoa, Tahití, Cook, Pitcairn, Caroline, MacDonald confirmado, hasta unos 20 posibles) en el límite superior/inferior del manto que no forman grandes provincias volcánicas pero sí cadenas de islas. Otros posibles puntos calientes son el resultado del afloramiento de material poco profundo del manto en zonas de ruptura litosférica causada por tensiones (y son, por tanto, un tipo de vulcanismo muy diferente).
Las estimaciones sobre el número de puntos calientes alimentados por plumas del manto oscilan entre 20 y varios miles,[cita requerida] aunque la mayoría de los geólogos consideran que existen unas pocas decenas. los puntos calientes de Hawái, Réunion, Yellowstone, Galápagos e Islandia son algunas de las regiones volcánicas más activas a las que se aplica la hipótesis.

## Origen

### Teoría de plumas
Esta teoría sugiere que hay plumas del manto que ascienden por convección desde el límite entre el núcleo y el manto en forma de diapiro. El ascenso de las plumas se debería al calentamiento del manto inferior por conducción de calor desde el núcleo terrestre, formando así una capa del manto gravitacionalmente inestable que saldría a flote en forma de diapiro y al topar con la corteza generaría grandes trapps (inundaciones basálticas), seguido de vulcanismo facilitado por el conducto que constituiría la cola del diapiro.
Esta teoría fue presentada por primera vez en 1971 por William Jason Morgan para explicar los puntos calientes propuestos en 1963 por el geofísico canadiense J. Tuzo Wilson, poco después del descubrimiento de la tectónica de placas. Y desde entonces ha sido modificada, considerándose ahora que los puntos calientes no son "fijos" como se contemplaba inicialmente y el origen de las plumas del manto no siempre se supone en el manto inferior. Esto quiere decir que el magma sale del volcán.

### Teoría de extensión
La otra hipótesis postula que no es la alta temperatura del manto la causa del vulcanismo sino que zonas de movimiento divergente de la litosfera facilitan el ascenso pasivo de magma desde niveles poco profundos.

## Composición

Lava saliendo del volcán en el Parque Nacional de Hawai.

La mayoría de los puntos calientes son basálticos (por ejemplo, Hawái, Islas de la Sociedad). Por ello, son menos explosivos que los volcanes de zona de subducción, en los que el agua queda atrapada bajo la placa que los atraviesa. En los puntos calientes situados en regiones continentales, el magma basáltico asciende a través de la corteza continental y se funde formando riolitas. Estas riolitas pueden formar erupciones violentas. Por ejemplo, la caldera de Yellowstone se formó por algunas de las explosiones volcánicas más potentes de la historia geológica. Sin embargo, cuando la riolita entra completamente en erupción, puede ser seguida por erupciones de magma basáltico que se elevan a través de las mismas fisuras litosféricas (grietas en la litosfera). Un ejemplo de esta actividad es la cordillera Ilgachuz en la Columbia Británica, que fue creada por una serie compleja temprana de erupciones de traquita y riolita, y la extrusión tardía de una secuencia de flujos de lava basáltica.
En la actualidad, la hipótesis del punto caliente está estrechamente vinculada a la hipótesis de la pluma del manto.

## Consecuencias
Los puntos calientes pueden formar largas cadenas de volcanes extintos al moverse una placa litosférica sobre el punto caliente fijo en el manto. En placas oceánicas esto puede producir la formación de archipiélagos volcánicos en los que la edad de sus rocas aumenta a medida que se incrementa la distancia al punto caliente. Un ejemplo clásico de este fenómeno serían las islas de Hawái.

## Diferencia con los arcos insulares de zonas de subducción
Se considera que los volcanes de puntos calientes tienen un origen fundamentalmente distinto de los volcanes de arco insular. Estos últimos se forman en zonas de subducción, en los límites de placas convergentes. Cuando una placa oceánica choca con otra, la placa más densa se hunde, formando además una profunda fosa oceánica. Esta placa, al subducir, libera agua en la base de la placa que la sobrepasa, y esta agua se mezcla con la roca, cambiando así su composición y provocando que parte de la roca se funda y se eleve. Esto es lo que alimenta una cadena de volcanes, como las islas Aleutianas, cerca de Alaska.

## Cadenas volcánicas de puntos calientes
La hipótesis conjunta pluma del manto/mancha caliente supone que las estructuras de alimentación estén fijas entre sí, y que los continentes y el fondo marino se desplacen por encima. La hipótesis predice, por tanto, que en la superficie se desarrollan cadenas de volcanes progresivas en el tiempo. Ejemplos de ello es Yellowstone, que se encuentra al final de una cadena de calderas extinguidas, que se hacen progresivamente más antiguas hacia el oeste. Otro ejemplo es el archipiélago hawaiano, donde las islas se hacen progresivamente más antiguas y más profundamente erosionadas hacia el noroeste.
Los geólogos han intentado utilizar las cadenas volcánicas de puntos calientes para rastrear el movimiento de las placas tectónicas de la Tierra. Este esfuerzo se ha visto dificultado por la falta de cadenas muy largas, por el hecho de que muchas no son progresivas en el tiempo (por ejemplo, las Galápagos) y por el hecho de que los puntos calientes no parecen estar fijos entre sí (por ejemplo, Hawái e Islandia).
En 2020, Wei et al. utilizaron tomografía sísmica para detectar la meseta oceánica, formada hace unos 100 millones de años por la hipotética pluma del manto que encabeza la cadena de montes submarinos Hawái-Emperador, ahora subducida a una profundidad de 800 km bajo Siberia oriental.

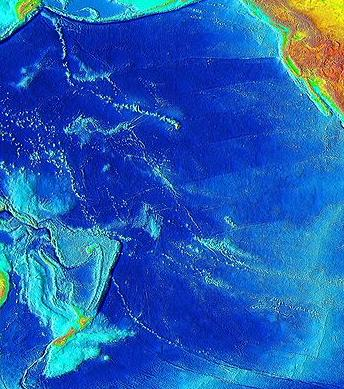
Rastros de puntos calientes prominentes en un mapa batimétrico del Océano Pacífico
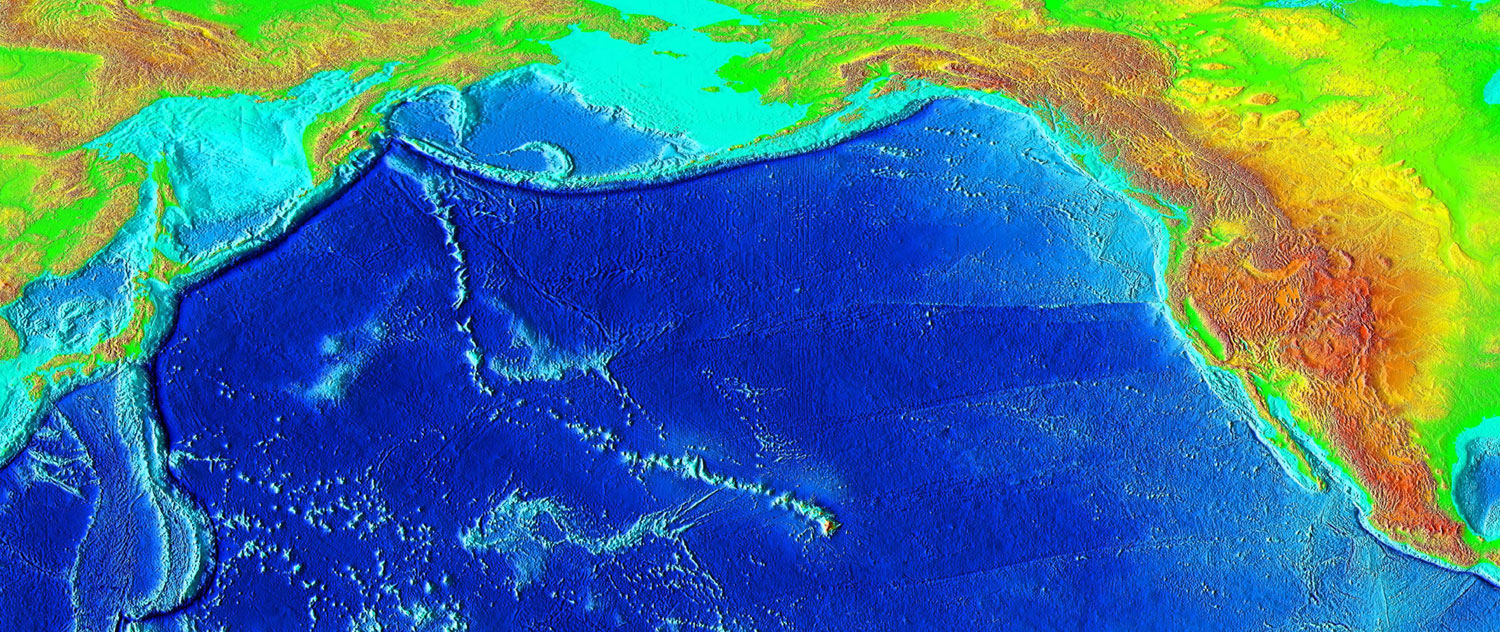
A lo largo de millones de años, la placa del Pacífico se ha desplazado sobre el punto caliente de Hawái, creando una cadena de montes submarinos que se extiende por el Pacífico
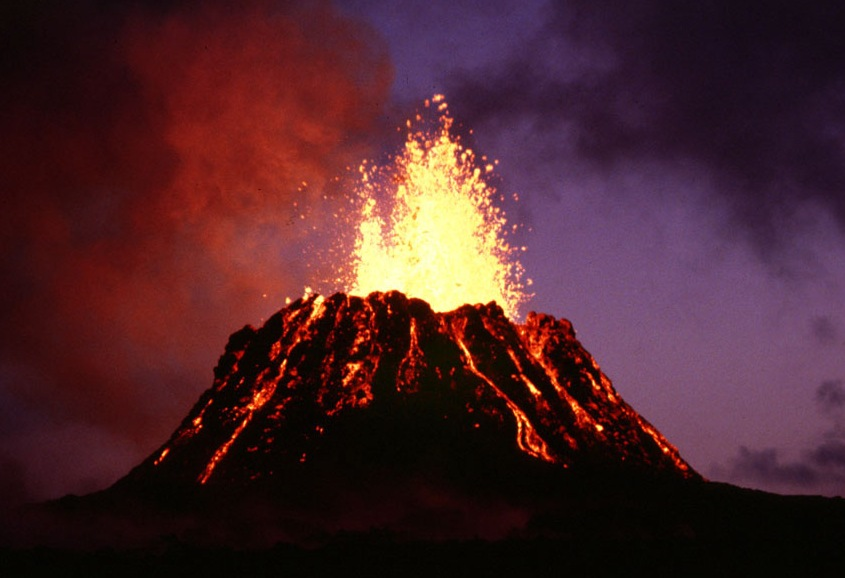
Kilauea es el volcán en escudo más activo del mundo. El volcán entró en erupción entre 1983 y 2018 y forma parte de la cadena de montes submarinos Hawái-Emperador
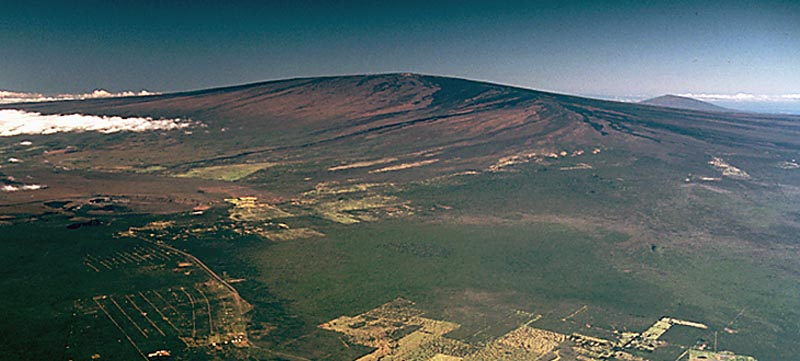
Mauna Loa es un gran volcán en escudo. Su última erupción fue en 2022 y forma parte de la cadena de montes submarinos Hawái-Emperador
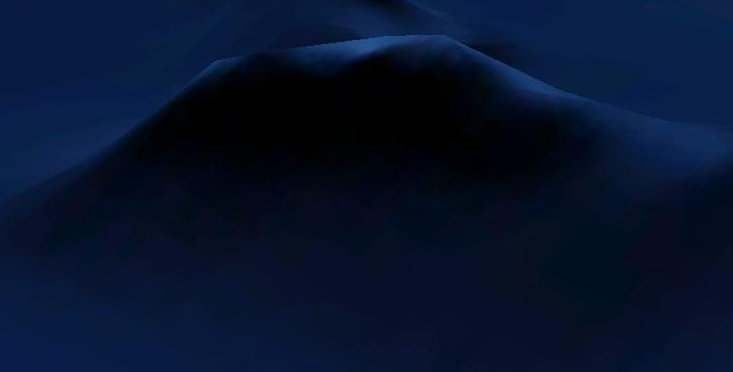
Monte submarino Bowie es un volcán submarino inactivo y forma parte de la cadena de montes submarinos Kodiak-Bowie
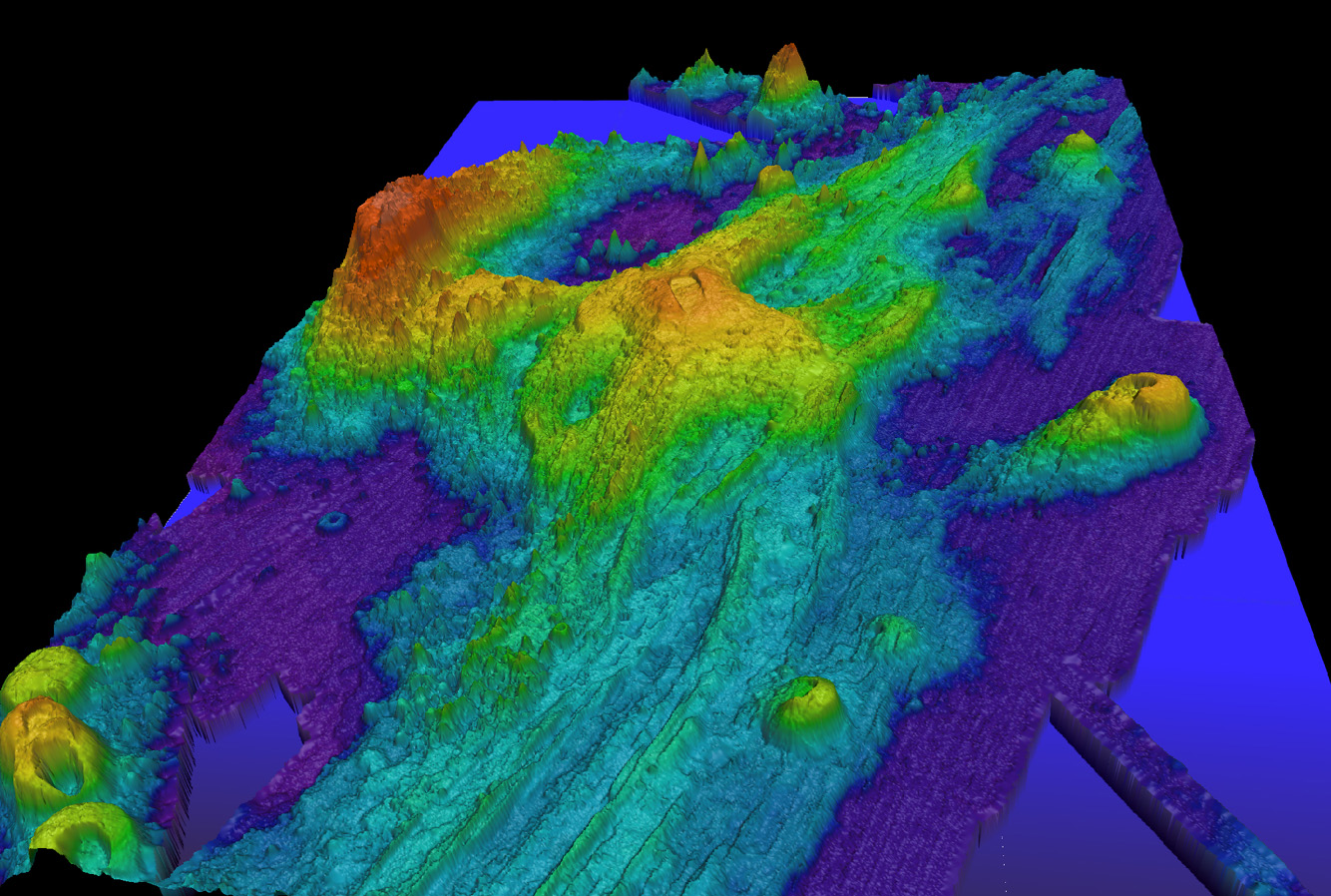
Monte submarino Axial es el monte submarino más joven de la cadena de montes submarinos Cobb-Eickelberg. Su última erupción se produjo en 2015
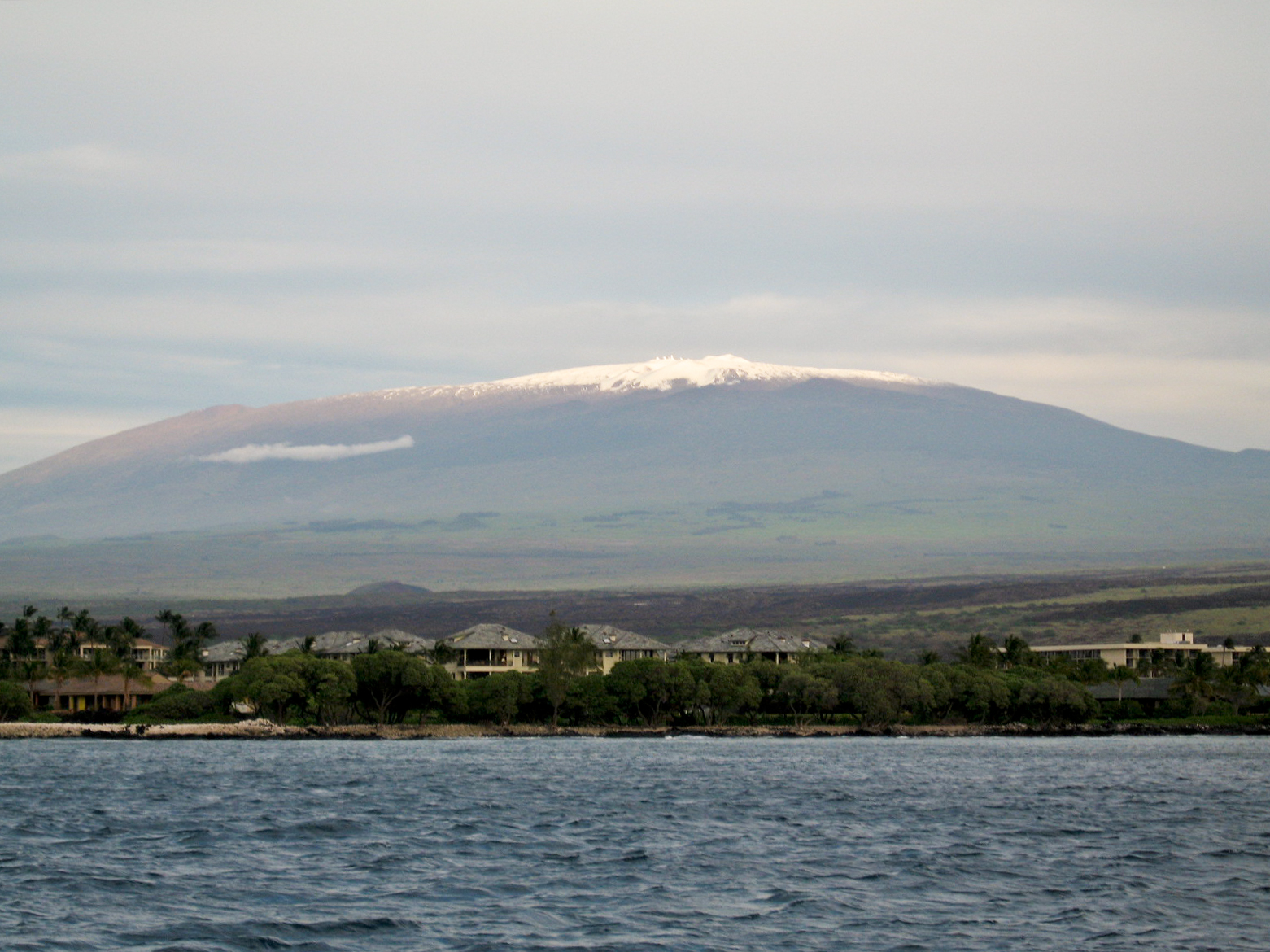
Mauna Kea es el volcán más alto de la cadena de montes submarinos Hawái-Emperador. Alrededor de su cima se han emplazado numerosos conos de ceniza.
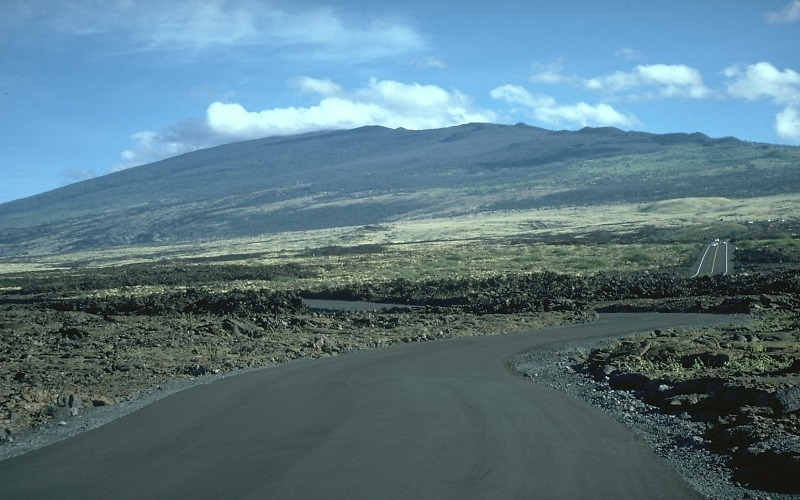
Hualalai es un enorme volcán en escudo de la cadena de montes submarinos Hawái-Emperador. Su última erupción se produjo en 1801

## Lista de puntos calientes
Se ha propuesto la existencia de puntos calientes en las siguientes localizaciones aunque algunos científicos que se oponen la hipótesis de las plumas del manto rechazan además el concepto mismo de punto caliente. Los puntos calientes serían (el número indica su lugar en el mapa):

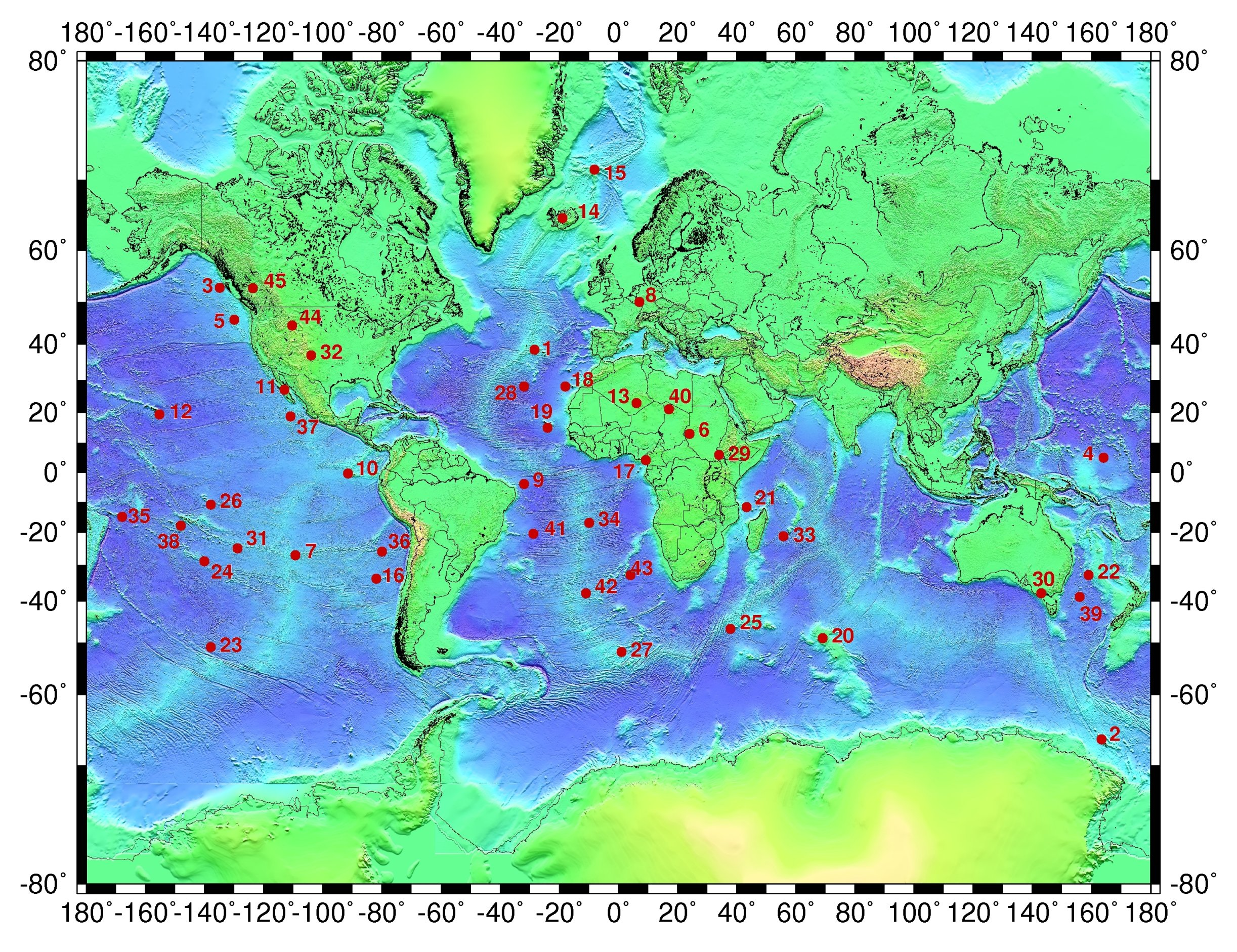
Ubicación de los principales puntos calientes.

- Azores (1)
- Islas Balleny (2)
- Bowie (3)
- Islas Carolinas (4)
- Cobb (5)
- Darfur (6)
- Pascua (7)
- Eifel (8)
- Fernando de Norohna (9)
- Galápagos (10)
- Guadalupe (11)
- Hawái (12)
- Ahaggar (13)
- Islandia (14)
- Jan Mayen (15)
- Juan Fernández (16)
- Camerún (17)
- Canarias (18)
- Cabo Verde (19)
- Kerguelen (20)
- Comoras (21)
- Isla Lord Howe (22)
- Louisville (23)
- Mc Donald (24)
- Marión (25)
- Marquesas (26)
- Bouvet (27)
- Nueva Inglaterra (28)
- Afar (29)
- Australia Oriental (30)
- Pitcairn (31)
- Ratón (32)
- Réunion (33)
- Santa Elena (34)
- Samoa (35)
- San Félix (36)
- Socorro (37)
- Sociedad (38)
- Tasmantido (39)
- Tibesti (40)
- Trindade (41)
- Tristán de Acuña (42)
- Vema (43)
- Yelowstone (44)
- Juan de Fuca (45)